# Ambia picalis
Ambia picalis là một loài bướm đêm trong họ Crambidae.